# Logan Pause
Logan Allen Pause (Hillsborough, 22 augustus 1981) is een Amerikaans voormalig profvoetballer die zijn carrière afsloot bij Chicago Fire. Hij werd in 2014 vicepresident van diezelfde club.

## Clubcarrière
Pause werd in de MLS SuperDraft 2003 als vierentwintigste gekozen door Chicago Fire. Hij zag verrassend veel speeltijd in zijn eerste jaar. In zijn eerste seizoen bij de club speelde hij in eenentwintig wedstrijden waarvan vijftien in de basis. In hetzelfde seizoen won hij met Chicago de MLS Supporters' Shield. Op 26 maart 2011 speelde hij tegen Sporting Kansas City zijn tweehonderdste competitiewedstrijd. Aan het einde van het seizoen in 2014 beëindigde hij zijn carrière.
Op 1 december 2014 werd hij vicepresident van Chicago Fire, de club waar hij twaalf seizoenen voor uitkwam.

## Interlandcarrière
Pause was lid van de Amerikaanse selectie die deelnam aan de Gold Cup in 2009. Hij maakte zijn debuut voor de Verenigde Staten op 4 juli 2009 tegen Grenada.